# Шишкин, Иван Васильевич
Иван Васильевич Шишкин (1722—1770) — русский поэт, писатель

, переводчик и офицер Русской императорской армии (капитан полевых полков).

## Биография
Иван Шишкин родился в 1722 году. В русской литературе известен как автор мелких стихотворений, песен и элегий, отличавшихся чистотой слога и эстетическим вкусом. Из них лучшие песни помещены в «Сборнике песен» Чулкова. 
В статье Бориса Гласко, которая была опубликована в Русском биографическом словаре Половцева, ещё одно произведение Ивана Васильевича Шишкина было охарактеризовано следующими словами: «Замечательно также его стихотворное послание к Кориолану. Оно не отличается большим талантом, но не лишено большой доли музыкальности слога и выдержанности мысли» (это сочинение было впервые опубликовано в журнале «Полезное увеселение» за 1760 год). 
Кроме стихотворений, Шишкин печатал также свои переводы в прозе. Наиболее известные из них: «История о князе Иерониме», выдержавшая несколько изданий, (СПб.. 1783 год; перевод с французского языка) и «Цицероновы мнения», перевод (СПб. 1752 и 1767 гг.) из французского сборника аббата Оливета, изданный вместе с французским подлинником.
Иван Васильевич Шишкин скончался в 1770 году.